# یوجین ان لین
یوجین ان لین (انگلیسی: Eugene N. Lane; ۱۳ اوت ۱۹۳۶ – ۱ ژانویهٔ ۲۰۰۷) باستان‌شناس، استاد دانشگاه، و باستان‌شناس کلاسیک اهل ایالات متحده آمریکا بود.
وی همچنین برندهٔ جوایزی همچون برنامه فولبرایت شده‌است.